# Șerbești, Iași
Șerbești este un sat în comuna Ciortești din județul Iași, Moldova, România.

## Așezare geografică
Satul Șerbești este situat în extremitatea sudică a județului Iași, la limita cu județul Vaslui și la circa doi kilometri est de drumul național DN24, ce leagă orașele Iași și Vaslui. Se învecinează cu satele Ciortești, Dolhești, Brădicești, Chircești, Pribești și Codăești, ultimele trei din județul Vaslui. Este străbătut de drumul județean DJ 244F.
Așezat de o parte și de alta a pârâului omonim, satul Șerbești este înconjurat de mai multe dealuri: 
- la nord Dealul Morii la limita cu Ciortești
- la est Dealul Cieri la limita cu Dolhești
- la sud Dealurile Bobeica, Dumbrăvii și Goruni la limita cu Chircești
- la sud-est Dealul Rața, platou al Pădurii Șerbești și hotar cu Brădicești.

La extremitatea vestică satul se deschide către valea Vasluiului, unde pârâului Șerbești se adună cu pârâul Balosina și se varsă în Vasluieț.

## Scurt istoric
Cercetările arheologice sumare indică urme de locuire succesive pe valea pârâului Șerbești cu mult înainte ca satul să apară menționat pentru prima oară  într-un document scris.
Satul Șerbești este menționat pentru prima oară într-un act emis la 30 martie 1598 prin care  Ieremia Movilă voievod întărește lui Stoian comișel și fratelui sau Mihăilă părți din satele  Șerbești, Moghileni, Nuvărești și Coropceni. 
Originea toponimului ar putea fi asociată cu Șerbea de la Vaslui, un boier menționat într-un document din 31 martie 1423, care deținea mai multe sate pe valea Vasluiului, însă fără ca documentul să facă vreo referire specifică la Șerbești sau să indice direct existența acestuia.
Numeroase documente din secolele XVI-XVII consemnează prezența mai multor familii de răzeși și boieri mici care stăpâneau în devălmășie părți din satul Șerbești. Prin danii și vânzări repetate  în pragul secolului al XVIII-lea satul se regăsește printre șiragul de moșii de pe valea Vasluiului ale marelui logofăt Gavril Miclescu.
Dintre urmașii lui Gavril Miclescu, cel care și-a pus cel mai mult amprenta în istoria obștii a fost spătarul Săndulache Miclescu, revoluționar pașoptist, apropiat și susținător al lui A. I. Cuza. După moartea acestuia, moșia a fost înstrăinată de către fii săi. 
După alte vanzari repetate în anul 1911 vechea moșie devine proprietatea lui Dimitrie Hernia, un avocat bucureștean și fost senator, care o va stăpâni timp de treizeci de ani. 
Colonelul Ion Lambrino a fost ultimul proprietar al moșiei Șerbești pe care o cumpără de la D. Hernia în anul 1941. La puțină vreme după al doilea război mondial moșia Șerbești a fost expropriată și transformată în întreprindere agricolă de stat. Clădirile curții au fost folosite o vreme ca spațiu administrativ. Lăsate în paragină, imediat după 1989 au fost demolate.

## Personalități
- Săndulache Miclescu (1804-1877) - spătar, revoluționar și unionist, deputat în Divanul Ad-hoc
- Familia Miclescu - veche familie de boieri moldoveni
- Gheorghe Niculescu (1945) - scriitor, umorist.